# Pivín
Pivín – wieś i gmina w Czechach, w kraju ołomunieckim. Według danych z dnia 1 stycznia 2012 liczyła 719 mieszkańców. Powierzchnia 6,93 km².
Pierwsza wzmianka pochodzi z roku 1321. Król czeski Jan Luksemburski zastawił Tovačov i Pivín szlachcicowi Jindřichowi z Lipé.